# Kriterium von Mackey
Im mathematischen Gebiet der Darstellungstheorie von Gruppen ist das Kriterium von Mackey ein von George Mackey aufgestelltes Kriterium, um die Irreduzibilität von induzierten Darstellungen endlicher Gruppen zu überprüfen.

## Begriffe und Notation
Zwei Darstellungen {\displaystyle V_{1}} und {\displaystyle V_{2}} einer endlichen Gruppe {\displaystyle G} heißen disjunkt, falls sie keine irreduzible Komponente gemeinsam haben, d. h., falls {\displaystyle \langle V_{1},V_{2}\rangle =0} für das Skalarprodukt von Charakteren.
Sei {\displaystyle G} eine Gruppe und sei {\displaystyle H} eine Untergruppe. Definiere {\displaystyle H_{s}=sHs^{-1}\cap H} für {\displaystyle s\in G.}

Sei {\displaystyle (\rho ,W)} eine Darstellung der Untergruppe {\displaystyle H.} Diese definiert durch Einschränkung eine Darstellung {\displaystyle {\text{Res}}_{H_{s}}(\rho )} von {\displaystyle H_{s}.} Wir schreiben {\displaystyle {\text{Res}}_{s}(\rho )} für {\displaystyle {\text{Res}}_{H_{s}}(\rho ).}
Außerdem definiert {\displaystyle \rho ^{s}} eine weitere Darstellung von {\displaystyle H_{s}} definiert durch {\displaystyle \rho ^{s}(t)=\rho (s^{-1}ts).}
Diese beiden Darstellungen sollten nicht verwechselt werden.
Weiterhin bezeichnen wir mit {\displaystyle Ind_{H}^{G}(W)} oder {\displaystyle Ind_{H}^{G}(\rho )} die von der Darstellung {\displaystyle \rho \colon H\to GL(W)} induzierte Darstellung von {\displaystyle G}.

## Mackeys Irreduzibilitätskriterium
Die induzierte Darstellung {\displaystyle V={\text{Ind}}_{H}^{G}(W)} ist genau dann irreduzibel, wenn die folgenden Bedingungen erfüllt sind:
- {\displaystyle W} ist irreduzibel.
- Für jedes {\displaystyle s\in G\setminus H} sind die zwei Darstellungen {\displaystyle \rho ^{s}} und {\displaystyle {\text{Res}}_{s}(\rho )} von {\displaystyle H_{s}} disjunkt.

Ein Beweis dieses Satzes findet sich in .
Aus dem Satz erhalten wir direkt folgendes
Korollar
Sei {\displaystyle H} eine normale Untergruppe von {\displaystyle G.} Dann ist {\displaystyle {\text{Ind}}_{H}^{G}(\rho )} genau dann irreduzibel, wenn {\displaystyle \rho } irreduzibel und nicht isomorph zu den Konjugaten {\displaystyle \rho ^{s}} für {\displaystyle s\notin H} ist.
Beweis
Ist {\displaystyle H} normal, so gilt {\displaystyle H_{s}=H} und {\displaystyle {\text{Res}}_{s}(\rho )=\rho } und damit folgt die Aussage direkt aus dem Kriterium von Mackey.{\displaystyle \Box }